# Campionat internacional d'esgrima de 1929
El Campionat internacional d'esgrima de 1929 fou la setena edició de la competició que en l'actualitat es coneix com a Campionat del Món d'esgrima. Es va disputar a Nàpols i per primera vegada es disputa una prova femenina, així com s'incorpora una prova per equips.

## Resultats

### Resultats masculins
| Proves            | Or | Plata                                                                     | Bronze'                                                                               |
| Floret individual | Oreste Puliti | Philippe Cattiau                                                          | Giulio Gaudini                                                                        |
| Floret per equips | Itàlia Dante Carniel · Giulio Gaudini · Nicola Girace · Gioacchino Guaragna · Gustavo Marzi · Ugo Pignotti · Oreste Puliti · Ciro Verratti | Bèlgica Raymond Bru · Xavier de Beukelaer · Charles Debeur · Robert T'Sas | Hongria János Hajdú · Ottó Hatz · Gusztáv Kálniczky · György Piller · György Rozgonyi |
| Sabre individual  | Gyula Glykais | Gustavo Marzi                                                             | Attila Petschauer                                                                     |
| Espasa individual | Philippe Cattiau | Marcello Bertinetti                                                       | Franco Riccardi                                                                       |

### Resultats femenines
| Proves            | Or           | Plata           | Bronze'     |
| Floret individual | Helene Mayer | Johanna de Boer | Margit Danÿ |

## Medaller
| Posició | País          | Or | Plata | Bronze | Total |
| 1       | Itàlia        | 2  | 2     | 2      | 6     |
| 2       | França        | 1  | 1     | 0      | 2     |
| 3       | Hongria       | 1  | 0     | 3      | 4     |
| 4       | Alemanya      | 1  | 0     | 0      | 1     |
| 5       | Bèlgica       | 0  | 1     | 0      | 1     |
| -       | Països Baixos | 0  | 1     | 0      | 1     |
| TOTAL   | TOTAL         | 5  | 5     | 5      | 15    |